# بلاکسه‌دیک
بلاکسه‌دیک (به هلندی: Blaaksedijk) یک منطقهٔ مسکونی در هلند است که در بینن‌ماس واقع شده‌است.